# الحظ والملايين (مسلسل)
الحظ والملايين. مسلسل كويتي، من إخراج حمدي فريد، وتأليف عبد العزيز السريع وصقر الرشود.

## الممثلون
شارك في المُسلسل عددًا من الفنانين:
- محمد المنصور
- أحمد الصالح.
- تحرير محمد بدور «محظوظة».
- خالد العبيد.
- غانم الصالح.
- حياة الفهد.
- يوسف درويش.
- أسمهان توفيق.
- استقلال أحمد.
- خليل إسماعيل.
- فوزية المشعل.
- عبد الله الحبيل
- محمد السريع.
- أحمد الهزيم.
- جاسم النبهان.
- زينب الضاحي.
- محمد المنيع.
- عبد الله غلوم.
- أحمد الضرمان.
- هدى حمادة.
- عبد الرحمن العقل.
- عبد الإمام عبد الله.
- منصور المنصور.
- أحمد مساعد.
- خالد النفيسي.
- إبراهيم الصلال.
- صالح حمد (أمبيريك).
- عبد الرحمن الضويحي
- مسافر عبد الكريم.
- حسين الصالح.
- إبراهيم الحربي.
- هيفاء عادل.
- جاسم الصالح.
- لطفي عبد الحميد.
- شريدة الشريدة.
- نور الهدى صبري.
- حسين نصير.
- خليل زينل.
- ماجد سلطان.
- عبد العزيز الحداد.
- رضا علي حسين.
- فيحان العربيد.
- عبد الجبار عبد المجيد.
- حسين الصالح الحداد.

## وصلات خارجية
- مسلسل الحظ والملايين على قاعدة بيانات الأفلام العربية.